# موج ۳
موج ۳ یا انفجار ۳ (به انگلیسی: Dhoom 3) فیلم اکشن دلهره آور زبان هندی است که محصول سال ۲۰۱۳ کشور هند، به نویسندگی و کارگردانی ویجی کریشنا آچاریا و تهیه کنندگی آدیتیا چوپرا می‌باشد، که آدیتیا چوپرا در ایجاد داستان فیلم هم مشارکت داشت. نقش‌های اصلی فیلم را عامر خان، آبیشک باچان، کاترینا کایف و اودای چوپرا بازی کردند. این فیلم آخرین بخش از مجموعه فیلم موج، و در ادامه موج (۲۰۰۴) و موج ۲ (۲۰۰۶) است.
ویژگی این فیلم تکرار نقش آفرینی آبیشک باچان و اودای چوپرا در نقش‌های اصلی جی و علی است، درحالی‌که عامر خان نقش منفی فیلم را بازی می‌کند. این فیلم در روز ۲۰ دسامبر ۲۰۱۳ به اکران درآمد، و اولین فیلم هندی است که در فرمت فیلم نمایش آی‌مکس و با سیستم صوتی دالبی اتموس منتشر شد.
فیلم موج ۳ بعد از اینکه به اکران درآمد، بازخوردهای متفاوتی از نظرات منتقدان را به همراه داشت. این فیلم قبل از اینکه تبدیل به اولین فیلم هندی شود که به فروش ۵۰۰ کرور روپیه (معادل ۸۵٫۳۳ میلیون دلار آمریکا) دست یافته‌است، تنها در عرض ده روز نمایش در سرتاسر دنیا به فروشی معادل ۴۰۰ کرور روپیه (معادل ۶۸٫۲۶ میلیون دلار آمریکا) دست یافت تا از این لحاظ به پرفروش‌ترین فیلم هندی تمام دوران تا آن موقع تبدیل گردید. این فیلم در بخش بزرگداشت رقص در سینمای هند در جشنواره بین‌المللی فیلم هند ۲۰۱۴ به نمایش درآمد.

## خلاصه داستان
در سال ۱۹۹۰، «سیرک بزرگ هند» در شهر شیکاگو، ایالت ایلینوی که تحت مالکیت اقبال هارون خان (با بازی جکی شروف) قرار دارد، به خاطر عدم توانایی در بازپرداخت وام در شرف تعطیلی می‌باشد. ساحر، پسر کوچکش، ادعا می‌کند که به زودی اوضاع آنها بهتر خواهد شد. اما درخواست اقبال برای فرصت بیشتر در مورد بازپرداخت وام از سوی وارن اندرسون، رئیس سنگدل وسترن بانک شیکاگو رد می‌شود و اقبال در برابر آنها دست به خودکشی می‌زند. بیست وسه سال بعد، ساحر (با نقش آفرینی عامر خان) در پی انتقام، به خاطر کاری که وسترن بانک شیکاگو با پدرش انجام داده بود، به شعبه‌های این بانک دستبرد می‌زند. با وجود همه اقدامات، پلیس شیکاگو در خنثی کردن دستبردها شکست می‌خورد و او موفق به فرار می‌شود. کارآگاه ویکتوریا (با نقش آفرینی تیبرت بتل) برای کمک به حل پرونده با دستیار کمیسر پلیس، جی دیکشیت (با نقش آفرینی آبیشک باچان) و همکار زیر دستش علی اکیر فاتح خان (با نقش آفرینی اودای چوپرا) تماس می‌گیرد. جی به خاطر اینکه ساحر را تحریک به دزدی دوباره کند در شبکه‌های خبری اعلام می‌کند که دزد یک دزد آماتور است و اگر دوباره دزدی کند قادر به دستگیر کردنش است. از سوی دیگر، ساحر، سیرک بزرگ هند را که به خاطر مرگ پدرش بسته شده بود دوباره راه اندازی کرده‌است. در این هنگام، او آلیا حسین (با نقش آفرینی کاترینا کایف) را به عنوان آکروبات باز جدید در سیرک به استخدام درمی‌آورد. ساحر خود را به عنوان یک مطلع به جی معرفی می‌کند و در حالی که با جی به دنبال پیدا کردن سرنخی از دزد است موفق می‌شود اطلاعات ذی‌قیمتی از بانک را جمع‌آوری کند. سرانجام، ساحر به بانک دستبرد می‌زند و فرار می‌کند ولی جی و علی او را تعقیب می‌کنند. جی درحالی‌که روی نردبان هلی کوپنر آویزان است، موفق می‌شود قبل از مخفی شدن ساحر، شانه چپ او را با گلوله زخمی کند.
ساحر قرار است اولین نمایش بزرگ سیرک بزرگ هند را به همراه آلیا، خانم آکروبات باز اجرا کند و شامل حقه ای است که در یک مکان ناپدید می‌شود و در جای دیگر ظاهر می‌شود. نمایش با موفقیت به اتمام می‌رسد ولی در پایان نمایش، جی، علی و پلیس او را به عنوان دزد بانک محاصره می‌کنند. جی می‌گوید که محل زخم گلوله به عنوان مدرک خواهد بود، ولی وقتی بدن ساحر را بررسی می‌کنند جای هیچ گلوله ای بر بدن او به چشم نمی‌خورد. بعد مشخص گردید که ساحر، برادری دوقلو و عزلت نشین به نام سمر دارد که به او در ترفندهای سیرک و دستبردهای بانک کمک می‌کند و سمر آن کسی بود که بر اثر شلیک گلوله زخمی شد.
جی از پرونده دستبرد به بانک کنار گذاشته می‌شود ولی توسط علی ترغیب می‌شود که با کنکاش در مورد ساحر، دزد بودن او را اثبات کند. جی در نهایت به راز وجود سمر پی می‌برد و به دنبال راهی است تا ساحر را گیر بیندازد. سمر که دارای مشکل روحی است توسط ساحر در انزوا نگه داشته می‌شود. با این حال، او به سمر اجازه می‌دهد تا هفته ای یکبار به بیرون برود و جی موفق می‌شود با تغییر قیافه با سمر رابطه دوستانه ای برقرر کند تا موقعی که بتواند نقشه خود را به اجرا بگذارد. جی از اندرسون و پلیس شیکاگو تقاضا می‌کند او و علی را دوباره مسئول پرونده دستبرد به بانک قرار دهند. او برای آنها توضیح می‌دهد که دستبرد به این بانک به خاطر وقایع تأسف باری است که بیست و سه سال قبل به وجود آمده و می‌خواهد همه برای گیر انداختن مجرمان مساعدت کنند. سمر بعد از اجرای نمایشی که با آلیا در سیرک داشت، گرفتار عشق آلیا شده‌است ولی قادر نیست آن را به زبان بیاورد. این موضوع منجر به شکاف بین رابطه دو برادر می‌شود. جی سعی می‌کند از این اختلاف به نفع نقشه خود استفاده کند ولی ساحر متوجه هدف او می‌شود و نقشه اش را خنثی می‌کند. وقتی ساحر با لباس سمر به پیش جی می‌رود، جی هویت واقعی خود را فاش می‌کند و با تصور اینکه با سمر در حال گفتگو است از او می‌خواهد که تسلیم شود تا او بتواند در محضر دادگاه به آنها کمک کند. وقتی ساحر فاش می‌کند که او سمر نیست، جی را به ریل ترن هوایی می‌بندد. او ترن هوایی را راه می‌اندازد ولی علی به موقع می‌رسد و جی را مرگ نجات می‌دهد. برای او روشن می‌شود که تنها راه گیر انداختن دو برادر، هنگام دستبرد زدن به بانک است. ساحر و سمر، آخرین سرقت خود از بانک را انجام می‌دهند و فرار می‌کنند. هرچند، جی موفق می‌شود که روز بعد آنها را که در خارج شهر هستند بر روی سدی گیر بیندازد. وقتی آلیا در آن موقعیت خود را نشان می‌دهد، سمر برای گریختن دودل می‌شود و از او می‌خواهد که فرار نکند. ساحر خود را تسلیم جی می‌کند و از او می‌خواهد که سمر را رها کند. جی قبول می‌کند ولی درست در همین لحظه ساحر سعی می‌کند خود را از سد به پایین پرت کند. سمر دست ساحر را می‌گیرد و اجازه نمی‌دهد تا ساحر از سد به پایین پرت شود. ساحر از سمر درخواست می‌کند که دست او را رها کند، و می‌گوید که از این پس او می‌تواند آزادانه با آلیا زندگی کند. ولی سمر می‌گوید که هردو با هم به دنیا آمده‌اند و هردو باید با هم بمیرند. بعد از چند لحظه سمر که دیگر نمی‌تواند جایی را که دستش به آن بند است نگه دارد، آن را رها می‌کند و هر دو با یکدیگر در حالی که لبخندی بر لب دارند به پرتگاه مرگ، سقوط می‌کنند. به خاطر دستبردها، وسترن بانک شیکاگو ورشکسته و نابود می‌شود و در انتهای فیلم نشان داده می‌شود که آلیا سیرک بزرگ هند را در اختیار گرفته و در حال اجرای نمایش است.